# José Puente González
José "Pepe" Puente González (Medina del Campo, 1928-Madrid, 2002) fue un pintor español dedicado a la pintura taurina y los ambientes castizos madrileños, convirtiéndose en una referencia clásica de la pintura taurina española y un clásico en el diario ABC, en el que ilustró las crónicas taurinas desde 1981 heredando las que en su día hicieran Marín y el maestro Casero. Antes había colaborado en la desaparecida revista El Ruedo, donde consiguió publicar su primera portada en 1948.
Su nombre figura entre los más destacados artistas y cartelistas del siglo XX como Roberto Domingo, Llopis o Reus. Su pintura llegó, a través de exposiciones nacionales e internacionales, a todos los rincones del planeta de los toros.
Amigo de importantes figuras del mundo taurino como Vicente Zabala de la Serna, parrita, Pepe Dominguín, Julio Robles, Juan y Ángel Luis Bienvenida, entre otros, con quienes debatía de toros con pasión.
Heredó el interés por la fiesta nacional de su padre, Julián Puente Balsa, quien inscribió a su hijo en la Escuela de Bellas Artes y Oficios a la edad de 12 años para perfeccionar la gran calidad de su dibujo taurino. 
Este mismo interés que José Puente padre vivió de su padre parece haberlo trasladado a su hijo José Puente Jerez, ya figura destacada del escultismo taurino español mezclando clasicismo y vanguardia. 